# Lijst van afleveringen van Wolfblood
Dit is een lijst van afleveringen van de Britse serie Wolfblood.
Tussen seizoen 1 en seizoen 2 speelt zich een geheime aflevering genaamd "The Scapegoat" (Engels voor De Zondebok) af. Tussen seizoen 2 en 3 speelt zich een serie van 7 online afleveringen af, die "Jana Bites" (Engels voor Jana Bijt) heet.

## Seizoenenoverzicht
| Seizoen | Afleveringen | Eerste uitgezonden Verenigd Koninkrijk | Laatste uitgezonden Verenigd Koninkrijk |
| ------- | ------------ | -------------------------------------- | --------------------------------------- |
| 1       | 13           | 10 september 2012                      | 22 oktober 2012                         |
| 2       | 13           | 9 september 2013                       | 21 oktober 2013                         |
| 3       | 13           | 15 september 2014                      | 27 oktober 2014                         |
| 4       | 12           | 8 maart 2016                           | 13 april 2016                           |
| 5       | 10           | 2017                                   | 2017                                    |

## Afleveringen

### Seizoen 1
| No. | Aflevering | Titel                     | Regisseur      | Schrijver(s)                     | Uitzenddatum Verenigd Koninkrijk |
| --- | ---------- | ------------------------- | -------------- | -------------------------------- | -------------------------------- |
| 1   | 1          | "Lone Wolf"               | Will Sinclair  | Debbie Moon                      | 10 september 2012                |
| 2   | 2          | "Mysterious Developments" | Will Sinclair  | James Whitehouse & Hannah George | 11 september 2012                |
| 3   | 3          | "Family Ties"             | Will Sinclair  | Debbie Moon                      | 17 september 2012                |
| 4   | 4          | "Cry Wolf"                | Will Sinclair  | Clare Saxby                      | 18 september 2012                |
| 5   | 5          | "Occam's Razor"           | Declan O'Dwyer | Debbie Moon                      | 24 september 2012                |
| 6   | 6          | "Maddy Cool"              | Declan O'Dwyer | James Whitehouse & Hannah George | 25 september 2012                |
| 7   | 7          | "Dark Moon"               | Declan O'Dwyer | Jonny Kurzman                    | 1 oktober 2012                   |
| 8   | 8          | "Wolfsbane"               | Declan O'Dwyer | Kirstie Falkous                  | 2 oktober 2012                   |
| 9   | 9          | "A Quiet Night In"        | Andrew Gunn    | Debbie Moon                      | 8 oktober 2012                   |
| 10  | 10         | "The Call of the Wild"    | Andrew Gunn    | Debbie Moon                      | 9 oktober 2012                   |
| 11  | 11         | "Eolas"                   | Andrew Gunn    | Clare Saxby                      | 10 oktober 2012                  |
| 12  | 12         | "Caged"                   | Andrew Gunn    | Kirstie Falkous                  | 11 oktober 2012                  |
| 13  | 13         | "Irresistible"            | Andrew Gunn    | Debbie Moon                      | 12 oktober 2012                  |

### Seizoen 2
| No. | Aflevering | Titel                       | Regisseur        | Schrijver(s)                     | Uitzenddatum Verenigd Koninkrijk |
| --- | ---------- | --------------------------- | ---------------- | -------------------------------- | -------------------------------- |
| 14  | 1          | "Leader of the Pack"        | Stewart Svaasand | Debbie Moon                      | 9 september 2013                 |
| 15  | 2          | "The Girl from Nowhere"     | Stewart Svaasand | Debbie Moon                      | 10 september 2013                |
| 16  | 3          | "Grave Consequences"        | Stewart Svaasand | James Whitehouse & Hannah George | 16 september 2013                |
| 17  | 4          | "Total Eclipse of the Moon" | Stewart Svaasand | James Whitehouse & Hannah George | 17 september 2013                |
| 18  | 5          | "Ancient Grudge"            | Roger Simonsz    | Richard Kurti & Bev Doyle        | 23 september 2013                |
| 19  | 6          | "Mottled Poppy"             | Roger Simonsz    | Richard Kurti & Bev Doyle        | 24 september 2013                |
| 20  | 7          | "Top Dog"                   | Roger Simonsz    | Richard Kurti & Bev Doyle        | 30 september 2013                |
| 21  | 8          | "Desperate Measures"        | Roger Simonsz    | Debbie Moon                      | 1 oktober 2013                   |
| 22  | 9          | "Dances with Wolfbloods"    | Jermain Julien   | James Whitehouse & Hannah George | 7 oktober 2013                   |
| 23  | 10         | "Fall of the Wild"          | Matthew Evans    | James Whitehouse & Hannah George | 8 oktober 2013                   |
| 24  | 11         | "Best of Both Worlds"       | Matthew Evans    | Debbie Moon                      | 14 oktober 2013                  |
| 25  | 12         | "Going Underground"         | Matthew Evans    | Debbie Moon                      | 15 oktober 2013                  |
| 26  | 13         | "The Discovery"             | Matthew Evans    | Debbie Moon                      | 21 oktober 2013                  |

### Seizoen 3
| No. | Aflevering | Titel                               | Regisseur         | Schrijver(s)                     | Uitzenddatum Verenigd Koninkrijk |
| --- | ---------- | ----------------------------------- | ----------------- | -------------------------------- | -------------------------------- |
| 27  | 1          | "Ulterior Motives"                  | Matthew Evans     | Debbie Moon                      | 15 september 2014                |
| 28  | 2          | "Alpha Material"                    | Matthew Evans     | Debbie Moon                      | 16 september 2014                |
| 29  | 3          | "With Friends like These"           | Matthew Evans     | Sophie Petzal                    | 22 september 2014                |
| 30  | 4          | "Wolfblood Is Thicker than Water"   | Matthew Evans     | James Whitehouse & Hannah George | 23 september 2014                |
| 31  | 5          | "The Dark Ages"                     | Matthew Evans     | Debbie Moon                      | 29 september 2014                |
| 32  | 6          | "Who's Afraid of the Big Bad Wolf?" | Jermain Julien    | Catrin Clarke                    | 30 september 2014                |
| 33  | 7          | "Wolves Among Us"                   | Jermain Julien    | Sophie Petzal                    | 6 oktober 2014                   |
| 34  | 8          | "Dark of the Rune"                  | Jermain Julien    | James Whitehouse & Hannah George | 7 oktober 2014                   |
| 35  | 9          | "The Cure"                          | Jermain Julien    | Paul Mousley                     | 13 oktober 2014                  |
| 36  | 10         | "The Cult of Tom"                   | Sallie Aprahamian | Neil Jones                       | 14 oktober 2014                  |
| 37  | 11         | "The Suspicions of Mr Jeffries"     | Sallie Aprahamian | Debbie Moon                      | 20 oktober 2014                  |
| 38  | 12         | "Cerberus"                          | Sallie Aprahamian | Lee Walters                      | 21 oktober 2014                  |
| 39  | 13         | "Moonrise"                          | Sallie Aprahamian | Debbie Moon                      | 27 oktober 2014                  |

Dit artikel of een eerdere versie ervan is een (gedeeltelijke) vertaling van het artikel List of Wolfblood episodes op de Engelstalige Wikipedia, dat onder de licentie Creative Commons Naamsvermelding/Gelijk delen valt. Zie de bewerkingsgeschiedenis aldaar.